# Тань (шаньюй)
Тань (кит. упр. 檀, пиньинь tan, тронное имя Ваньшиши Чжуди  кит. упр. 萬氏尸逐侯鞮, пиньинь Wanshishizhuhoudi) — шаньюй хунну с 98 года по 124 год. Сын Чжана.

## Правление
Начало правления было очень спокойным, если не считать того факта, что Фэнхоу оставался на севере. В 104 Фэнхоу прислал посла к Хань Хэ-ди с просьбой мира и родства. Посланника не приняли, но наградили. В 105 прибыл новый посол, теперь Фэнхоу готов был отдать сына в заложники. Посланника наградили, но ответа не дали. В 114 году Дэн Цзунь, бывший пристав ухуаней, назначен приставом южных хунну, он был родственником вдовствующей императрицы и добился для себя пожизненного назначения, все последующие приставы назначались пожизненно или до отставки. В 118 Фынхэу сдался приставу Дын Цзуню, его поселили в китайском городе Иньчуань (в провинции Хэнань). В 121 Дэн Цзунь был снят с должности, приставом назначен Гэн Куй. Гэн Куй столкнулся с усиливающимися сяньбийцами, которые стали совершать набеги. Он соединился с князем вэньюйду Хуцзювэй. Из бывших мятежных хунну создали войска и воевали с сяньбийцами. Гэн Куй утомил хуннов своими приказами и его решили снять сдолжности, заменив Фа Ду, правителем Тайюаня.
В 124 Тань скончался. Ба стал шаньюем.